# Чигник-Лейк (аэропорт)
Аэропорт Чигник-Лейк (англ. Chignik Lake Airport), (ИАТА: KCQ, FAA LID: A79) — государственный гражданский аэропорт, расположенный в населённом пункте Чигник-Лейк (Аляска), США.
Чигник-Лейк включен FAA в Национальный план развития аэропортовой системы страны в качестве аэропорта, предназначенного для обслуживания авиации общего назначения. Регулярные коммерческие рейсы в Аэропорт Кинг-Салмон выполняет местная авиакомпания Peninsula Airways (PenAir).

## Операционная деятельность
Аэропорт Чигник-Лейк находится на высоте 15 метров над уровнем моря и эксплуатирует одну взлётно-посадочную полосу:
- 8/26 размерами 853 x 18 метров с гравийным покрытием.

За период с 31 июля 2005 года по 31 июля 2006 года Аэропорт Чигник-Лейк обработал 720 операций взлётов и посадок самолётов (в среднем 60 операций ежемесячно), из них 69 % пришлось на рейсы аэротакси и 31 % — на рейсы авиации общего назначения.